# Ephippodonta gregaria
Ephippodonta gregaria is een tweekleppigensoort uit de familie van de Galeommatidae. De wetenschappelijke naam van de soort is voor het eerst geldig gepubliceerd in 1991 door Gofas.